# 映画 トロピカル〜ジュ!プリキュア 雪のプリンセスと奇跡の指輪!
- プリキュアシリーズ
  - トロピカル〜ジュ!プリキュア > 映画 トロピカル〜ジュ!プリキュア 雪のプリンセスと奇跡の指輪!
  - ハートキャッチプリキュア! > 映画 トロピカル〜ジュ!プリキュア 雪のプリンセスと奇跡の指輪!

『映画 トロピカル～ジュ！プリキュア 雪のプリンセスと奇跡の指輪！』（えいが トロピカル〜ジュ！プリキュア ゆきのプリンセスときせきのゆびわ）は、2021年10月23日公開のアニメ映画。
キャッチコピーは「こころトロピカる大冒険！ みんなで雪の王国へレッツゴー!!」。

## 概要
上映時点での現行作品である『トロピカル〜ジュ!プリキュア』のシリーズ単独映画作品として位置付けられているとともに、「プリキュアシリーズ」第7作『ハートキャッチプリキュア!』とのクロスオーバー作品となる。「プリキュアシリーズ」の映画作品としては通算30作品目であり、2作品によるクロスオーバー作品としては、2021年3月公開の『映画 ヒーリングっど♥プリキュア ゆめのまちでキュン!っとGoGo!大変身!!』に続いて2作目となる。
本作品は雪の王国・シャンティアを舞台とし、この国の王女シャロンを巡る物語となっている。シャロン役は声優としても活動している女優の松本まりかが担当、監督の志水淳児は「この作品の鍵を握る重要なキャラクターで、プリキュアとほぼ同年齢でありながら、複雑な状況に置かれている設定、そういったところをしっかり演じられ、さらに、プリキュアのような可憐な女の子の声であってほしい」とキャスティング理由について語っており、松本も「オファーを頂いた時は、少し驚きましたが、沢山の子供たちが夢中になっているプリキュアシリーズに関われると思うと何より心が躍りました。脚本を読ませていただき、美しく幸せなだけのプリンセスではないシャロンというキャラクターを知って、より興味が湧いてきました。と同時に、『この子に私が命を吹き込めるんだ！』と思うと、今から楽しみでなりません！」とコメントしている。
この他、本作品では前作同時上映の短編映画『映画 トロピカル〜ジュ！プリキュア プチ とびこめ！コラボ♡ダンスパーティ！』では人魚の姿だったローラが人間の姿及びプリキュアとなったキュアラメールとしても登場、未登場だった海の妖精くるるんも登場する。一方『ハートキャッチプリキュア！』もプリキュア・パートナー妖精がオリジナルキャストのまま出演、プリキュア役の声優による主題歌「シャンティア〜しあわせのくに〜」も用いられる。また、前作映画に引き続き制作局朝日放送グループのマスコットキャラクター・エビシーと、雪国を舞台にすることにちなんでテレビ朝日系列の在札基幹局・北海道テレビのマスコットキャラクター・onちゃんが劇中に雪像として登場するコラボレーションも行われる。
上映後の特報において、プリキュア映画シリーズの次作（『映画 デリシャスパーティ♡プリキュア 夢みる♡お子さまランチ!』）が2022年秋に公開予定であることが告知された。

### 興行成績・評価等
2021年10月23日・24日の初日2日間に全国237スクリーンで公開、14万1000人を動員し、興収1億7000万円を記録、映画観客動員ランキング（興行通信社調べ）で初登場第1位に入った。プリキュアシリーズの映画作品で初登場第1位を獲得するのは2018年10月公開の『映画 HUGっと!プリキュア♡ふたりはプリキュア オールスターズメモリーズ』以来3年ぶり4回目。直近2作品と比較しても、2020年10月公開の前々作『映画 プリキュアミラクルリープ みんなとの不思議な1日』とは動員比144.9%・興収比157.2%、前作『映画 ヒーリングっど♥プリキュア』とは動員比146.5%・興収比146.9%となった。
その後も2週目時点で累計動員は25万7000人、興収は3億1000万円を突破、5週目時点で累計動員は43万人、興収は5億を突破する成績を見せ、最終興収は5億9000万円となった。興行収入回復の要因として『キネマ旬報』2022年3月下旬号では「他のファミリー向け作品がコロナ禍の影響を受けるなか、本作品の公開時期が新型コロナウイルスの感染状況が落ちついた時期であった」ことを挙げており、「ファミリー層の映画館への来場の復活を感じさせる」としている。
また、映画レビューサービス「Filmarks」の初日満足度ランキングでは3.81で第2位にランクインしている。

## ストーリー
超ゼッタイヤラネーダを倒したまなつたちの前に、雪の王国シャンティアの妖精ホワンが現われた。ホワンはシャンティアの王女シャロンからの立体映像の招待状を携えており、それによれば、今度シャロンの戴冠式が行われるので、世界を笑顔にする人々に是非出席してほしいという。まなつたちは同じく招かれた大道芸人や音楽家達と共に、不思議な列車に乗ってシャンティアに到着。偶然出会ったつぼみたち一行と意気投合し、雪遊びを満喫した後、王宮でシャロンに歓待される。しかし王国のもてなしを喜ぶ一同の中で、ゆりはこの国が妙に綺麗過ぎる事に不自然さを感じていた。一方ローラはシャロンとの会話で互いに女王を志す者同士として親交を深め、「共に女王になったあかつきにはグランオーシャンとシャンティアとで友好国になろう」と約束、シャロンはローラの幸せを願って指輪をプレゼントする。
そしてシャロンの戴冠式が挙行されるが、演目を披露し終えた芸人が帰ろうとすると、シャロンの表情が一変し、猛吹雪と共に芸人や参列客はみんな心を凍らされて気を失ってしまう。彼女が召喚した雪の怪物相手に、まなつたちはプリキュアに変身して戦い、つぼみたちもハートキャッチプリキュアに変身して加勢する。際限なく怪物を生み出しながら、シャンティアの恐ろしくも悲しい秘密を明かし、一同を王国に閉じ込めようとするシャロン。だがシャロンとの間に友情が芽生えていたラメールは、ブロッサムとマリンの攻撃から彼女を庇い、そのせいでブロッサムたちが囚われてしまった。辛うじて逃げ延びたラメールは、仲間に励まされ、ハートキャッチプリキュアや人々を、そしてシャロンの心を救うために反撃を開始する。

## 登場キャラクター

### トロピカル〜ジュ！プリキュア
本作品でまなつたちが着用する秋服は、BEAMSminiとのコラボレーションによる映画オリジナルのデザインとなっている。
プリキュア
夏海 まなつ（なつうみ まなつ） / キュアサマー
声 - ファイルーズあい
涼村 さんご（すずむら さんご） / キュアコーラル
声 - 花守ゆみり
一之瀬 みのり（いちのせ みのり） / キュアパパイア
声 - 石川由依
滝沢 あすか（たきざわ あすか） / キュアフラミンゴ
声 - 瀬戸麻沙美
ローラ / キュアラメール
声 - 日高里菜
妖精
くるるん
声 - 田中あいみ
あとまわしの魔女たち
ヌメリー
声 - 渡辺明乃
超ゼッタイヤラネーダ
声 - 三日尻望
冒頭部にて海岸で遊ぶ人たちからやる気パワーを奪うため襲来するが、超ゼッタイヤラネーダがプリキュア達に倒され、ヌメリーは撤退する。

### ハートキャッチプリキュア！
本作品でのつぼみたちの私服は『映画 ハートキャッチプリキュア! 花の都でファッションショー…ですか!?』で用いられた物を着用している。
プリキュア
花咲 つぼみ（はなさき つぼみ）/キュアブロッサム
声 - 水樹奈々
来海 えりか（くるみ えりか） / キュアマリン
声 - 水沢史絵
明堂院 いつき（みょうどういん いつき） / キュアサンシャイン
声 - 桑島法子
月影 ゆり（つきかげ ゆり） / キュアムーンライト
声 - 久川綾
花咲 薫子（はなさき かおるこ）
声 - なし
かつてキュアフラワーとして戦ったことのあるつぼみの祖母。物語終盤でまなつたちが出場するイベントを見に来たつぼみたちと共に姿を見せる。
妖精
シプレ
声 - 川田妙子
コフレ
声 - くまいもとこ
ポプリ
声 - 菊池こころ

### 雪の王国シャンティア
本作品の舞台となる国。辺り一面雪に覆われ、国内には洋の東西を問わず様々な国の建造物が建っている。
実際にはシャロンが得た力によって生み出した仮初めの国であり、本来のシャンティアは遙かな古代に栄えていた国であったが、約1万3000年前に彗星が衝突したことにより跡形もなくなり滅亡した。このため現代のシャンティアはシャロンとホワン以外の人間等の国民は存在していない。
シャロン
声 - 松本まりか
シャンティアの王女。「笑顔あふれる国」を理想として掲げ、女王として戴冠式を執り行うべく、まなつたちを始めとする様々な人を招待していた。また、同じく女王を志すローラとも親しくなり、グランオーシャンの現状を聞いたことでローラの幸せを願って指輪を渡している。
その正体は上述の通り滅んだ超古代国家の王女で、自らが女王に即位する日に彗星が接近、両親である国王夫妻によって地下に避難させられており、地上に戻ると滅んでしまった国の惨状を見て絶望、そのまま降りしきる雪に覆われて絶命した。しかし彗星から分かれた隕石に込められていた不思議な力によって現代に蘇ることになる。そして、どのような手を使ってでも国を再生させようと、隕石によって得た力を用いて新たに国を興し、招待した客を国民にしようと計画、客人が国を離れようとした際に国を氷で閉ざし人々を閉じ込めてしまう。
物語終盤で力が尽きようとする中、ラメールがシャロンから教えてもらった、かつてのシャンティアで広く歌われていた国の歌を歌うのを聞き心を動かされる。そして、ブロッサムからシャロンの心の花であるスノードロップが現在も「春を告げる花」として花を咲かせていることと、それに込められた花言葉に「希望」がある事を告げられ、またラメールがシャンティアの歌を世界中に広め未来にも伝え続けていくと約束したのを聞いて、ラメールにその意志を託して消滅した。
ホワン
声 - 楠木ともり、井上ほの花
シャンティアに住む精霊。戴冠式に人々を招待するため様々な国に飛んで行っている。複数の個体によって文字を表現するなど意志を伝えることが可能なほか、自らが持つ力によってコートなど様々な物を生み出すことが可能。また個体同士で思念が繋がっており、シャロンもそれを通じて離れた場所の人物の動静を知ることができる。
実際には現代に蘇ったシャロンの力で生み出された存在であり、本来のシャンティアが描かれたシーンには登場していない。
雪の怪物
声 - 高橋伸也
シャロンの力によって生み出された怪物。プリキュア達はこの怪物と戦うが、シャロンの持つ力によって何度でも再生する。
雪の大怪獣
物語終盤でシャロンによって生み出された怪獣。トロピカル〜ジュ！プリキュアによるプリキュア・ハートシャイニングオーケストラによって倒され、消滅する。

### その他のキャラクター
司会者
声 - 澤田有也佳（朝日放送テレビアナウンサー）
物語の終盤、まなつたちが出場する『商店街青空ソング大会』での司会を担当。
エビシー・onちゃん
いずれも朝日放送テレビと北海道テレビのマスコットキャラクター。まなつたちが雪遊びをする場面で彼女たちが作った雪像として登場。
このほか、終盤のイベントシーンのモブキャラクターとして、テレビシリーズのサブキャラクター達や前シリーズ『ヒーリングっど♥プリキュア』の花寺のどか・沢泉ちゆ・平光ひなたの姿もある。

## 作品用語
スノーハートクルリング
本作品のキーアイテムとなるハートクルリング。元々はシャロンがローラの幸せを願ってプレゼントした指輪で、その人の想いに応じて光り輝く。
物語終盤でラメールの想いを受けて光り輝くとともにハートキャッチプリキュアの4人が力を与えたことでハートクルリングへと化した。
スノークリスタル・トロピカルスタイル
本作品における強化フォーム（スーパープリキュア）。スノーハートクルリングをトロピカルハートドレッサーに挿して起動させることで変身し、『ハートキャッチプリキュア！』でのスーパープリキュアである「スーパーシルエット」の意匠が取り入れられたコスチュームとなるほか、髪型も通常時から変化、スーパーシルエット同様にハート型の虹色の帯によって飛ぶことができる。
プリキュア・ハートシャイニングオーケストラ
スノークリスタル・トロピカルスタイルによって放たれるトロピカル〜ジュ！プリキュアの合体技。ラメールが中心となってトロピカルハートドレッサーを操作することで『ハートキャッチプリキュア！』での合体技「プリキュア・ハートキャッチ・オーケストラ」で現れる巨大な女神を召喚、それによって攻撃し、最終的には右手で敵の額をかざし、オレンジ色のハートに包まれる形で抱きしめて消滅させる。

## スタッフ
- 原作 - 東堂いづみ[6]
- 製作 - 高木勝裕、村松秀信、西出将之、桃井信彦、野田孝寛、許田周一
- 企画 - 伊藤志穂、田中昂
- 監督 - 志水淳児[6]
- 絵コンテ - 志水淳児、なかの★陽
- 演出 - なかの★陽
- 脚本 - 成田良美[6]
- キャラクターデザイン - 中谷友紀子、馬越嘉彦、上野ケン[6]
- 総作画監督 - 上野ケン[6]
- 作画監督 - 増田誠治
- 美術デザイン - 伊井蔵、葛西茉耶、倉橋隆[6]
- 美術監督 - 倉橋隆[6]
- 色彩設計 - 清田直美[6]
- CGプロデューサー - 野島淳志
- CGディレクター - 大曽根悠介[6]
- 撮影監督 - 高橋賢司[6]
- 編集 - 麻生芳弘
- 録音 - 林奈緒美
- 音響効果 - 石野貴久
- 音響制作 - タバック
- 録音スタジオ - 東映デジタルセンター
- 選曲 - 水野さやか
- 音楽 - 寺田志保[6]
- 音楽特別協力 - 高梨康治、高木洋
- 音楽協力 - マーベラス、東映アニメーション音楽出版、ライトソング音楽出版、bransic
- 音楽プロデューサー - 井上洸、望月優、鎌田佳代子
- 制作担当 - 村上昌裕[6]
- アニメーション制作 - 東映アニメーション
- 制作 - 映画トロピカル〜ジュ！プリキュア製作委員会（東映アニメーション、東映、ABCアニメーション、バンダイ、ADKエモーションズ、マーベラス）[25]
- 配給 - 東映

## 主題歌
オープニングテーマ「Viva! Spark!トロピカル〜ジュ！プリキュア with トロピカる部」
作詞 - 大森祥子、作曲・編曲 - EFFY、歌 - Machico / コーラス - トロピカる部
映画主題歌（エンディングテーマ・挿入歌）「シャンティア〜しあわせのくに〜」
作詞 - 六ツ見純代、作曲・編曲 - 森いづみ
挿入歌バージョン歌唱 - キュアサマー（CV：ファイルーズあい）・キュアコーラル（CV：花守ゆみり）・キュアパパイア（CV：石川由依）・キュアフラミンゴ（CV：瀬戸麻沙美）・キュアラメール（CV：日高里菜）
エンディングバージョン歌唱 - キュアサマー（CV：ファイルーズあい）・キュアコーラル（CV：花守ゆみり）・キュアパパイア（CV：石川由依）・キュアフラミンゴ（CV：瀬戸麻沙美）・キュアラメール（CV：日高里菜）・キュアブロッサム（CV：水樹奈々）・キュアマリン（CV：水沢史絵）・キュアサンシャイン（CV：桑島法子）・キュアムーンライト（CV：久川綾）、ダンス振り付け - ナナエ モンジェラ
物語上の位置づけでは、上述の通りかつてのシャンティアの国内で広く歌われた歌であり、シャロンが歌っていたところをローラが聞き、親しくなったことでローラがシャロンから教わっている。物語終盤ではシャロンの意志を受け継いだローラたちがトロピカる部として商店街のステージで歌うところからエンディングへとつながり、CGダンス映像の合間に挟まる形でステージで歌う様子や、様々な場面でつぼみたちも交えて歌って広めようとするまなつたちの姿が描かれている。
エンディングバージョンは劇中の映像と共に映画公開時期のテレビシリーズ第33話から第36話のエンディングとしても使用されていた。
挿入歌「大好きのSnowball」
作詞 - 大森祥子、作曲・編曲 - 森いづみ、歌 - Machico

## 関連商品
- 音楽CD『『映画トロピカル〜ジュ！プリキュア 雪のプリンセスと奇跡の指輪！』主題歌シングル』（マーベラス/ソニー・ミュージックソリューションズ、2021年10月20日発売、CD+DVD盤:MJSS-09300〜1、通常盤:MJSS-09302）[26]
  - CD+DVD盤同梱DVDには予告編映像等を収録。
- 音楽CD『『映画 トロピカル〜ジュ！プリキュア 雪のプリンセスと奇跡の指輪！』オリジナル・サウンドトラック』（マーベラス/ソニー・ミュージックソリューションズ、2021年10月20日発売、MJSA-01311）[26]
- DVD/BD『映画 トロピカル〜ジュ！プリキュア 雪のプリンセスと奇跡の指輪！』（マーベラス/ハピネット・メディアマーケティング、2022年2月23日発売[27][28]）
  - DVD特装版（HPBR-1536）/DVD通常版（HPBR-1537）/Blu-ray特装版（HPXR-1536）
  - 日本語字幕付、ピクチャーレーベル仕様。通常盤はスペシャルブロマイドセットを同梱。特装版は、映像特典としてノンテロップOP/ED、スペシャルムービー「シャンティア～しあわせのくに～エンディング主題歌Ver.」MV、完成披露上映会舞台挨拶、公開記念舞台挨拶、公開初日配信番組「トロピカ生配信トークイベント」のダイジェスト映像、TVスポット&予告集を収録、封入特典としてスペシャルブロマイドセット、スペシャルブックレットを同梱。早期購入特典として描き下ろしA3クリアシートが貰える。
- DVD/BD『トロピカル〜ジュ!プリキュアLIVE2021 Viva!トロピカSUMMER!LIVE』（マーベラス/ハピネット・メディアマーケティング、2022年3月2日発売、セルBlu-ray:HPXR-1427、セルDVD:HPBR-1427）[29][30]
  - 本作品の映画主題歌と挿入歌のライブバージョンを各々収録。
- ローソンオリジナルグッズ
  - 本作品とローソンとのコラボレーションによるグッズで、HMV・Loppi限定販売のローソンのイメージカラーである青と白を基調としたデザインのコスチュームを着たプリキュアたちのイラストを用いたグッズ[31]、ローソンの一部店舗・プリキュア公式ショップ「プリティストア」・東映アニメーションオンラインショップで販売のカフェスタッフ風コスチュームを来たプリキュアたちのイラストを用いたグッズがある[32]。
- onちゃんコラボレーショングッズ
  - 上述の通り北海道テレビのマスコットキャラクター・onちゃんがゲスト出演したのと、2022年のonちゃん25周年にあわせて、東映アニメーションが新規に描き下ろしたキュアサマー・キュアブロッサムとonちゃん（オリジナル版、着ぐるみ版）のイラストを用いたグッズをHTB公式グッズショップ・オンラインショップで販売する[33]。

## プロモーション

### 前売り券
プレゼント付き前売り券『プリンセスからのキラキラ招待状シール』
2021年7月22日発売。オーロラブルーverとスノーピンクverの2種類のいずれか1つが付属する。全国合計各4万枚セットの数量限定。

### 入場者プレゼント
『スノーハートクルリング』
『トロピカるハートイヤリング』
いずれも中学生以下限定のプレゼント。前者は全国30万個限定、後者は追加特典として全国10万個限定でそれぞれプレゼントされた。トロピカルパクトとマーメイドアクアパクトにはめて遊ぶことが可能。

### イベント・キャンペーン
D4DJ Groovy Mix
2021年10月15日から映画公開を記念して『Viva! Spark!トロピカル〜ジュ!プリキュア』と『Alright! ハートキャッチプリキュア!』がそれぞれ追加楽曲として収録されているまた、これとは別に2021年10月15日から10月26日までの期間、合計100万ダイヤが当たるTwitterキャンペーンも実施されていた。

### 関連番組・漫画
テレビシリーズ・漫画
『トロピカル〜ジュ！プリキュア』のテレビシリーズや漫画版でも、映画公開に合わせる形で『ハートキャッチプリキュア！』のプリキュアたちがゲストとして登場するエピソードが発表された。前者は2021年10月17日放送分（第33話）での10本立てエピソードの一篇、後者は同月発売の『なかよし』2021年11月号掲載分がこれに該当する。
『相席食堂』（朝日放送テレビ、大半のテレビ朝日系列局にもネット）
2021年10月27日（26日深夜）放送回に、ファイルーズあいとキュアサマーが旅人として出演。広島県庄原市を舞台に相席旅の模様が放送された。
『お願い!ランキング』（テレビ朝日）
2021年11月3日（2日深夜）放送回に、ファイルーズあい、日高里菜、田中あいみが出演。また、大のプリキュアファンとして知られる原西孝幸（FUJIWARA）がVTR出演し、自身が選んだテレビ本編の名場面ランキングを発表した。
『ポツンと一軒家』（朝日放送テレビ、テレビ朝日系全国ネット）
2021年11月14日放送回のゲストとして、松本まりかが出演。本作品の宣伝テロップが挿入されていた。
東映アニメーションミュージアム公式チャンネル
2021年8月5日から9月8日までの期間、本作品の公開を記念して1週ごと10話単位で『ハートキャッチプリキュア！』の全話無料配信を実施。このうち第1話は8月5日、最終話の第49話は9月8日に、いずれも21時よりプレミア公開機能を用いてチャットで語り合う特別企画も実施された。
プリキュア公式YouTubeチャンネル
公開日の2021年10月23日に『キュアサマーのトロピカMOVIEパーティー！』が16時11分から、プリキュア声優5人による映画関連のトークイベント『【映画トロプリ公開記念！】トロピカ生配信トークイベント！』が20時からそれぞれライブ配信された。いずれの動画でも本作品のエンディング主題歌のスペシャルムービーが公開された。

## ネット配信
- YouTube「東映アニメーションミュージアム公式YouTubeチャンネル」にて、2022年9月18日19時から9月25日18時59分までの期間限定で、本作品の無料配信が行われた。同年9月23日公開の『映画 デリシャスパーティ♡プリキュア 夢みる♡お子さまランチ!』及び同時上映短編の『わたしだけのお子さまランチ』の上映を記念した物で、本編配信後にはまなつ役のファイルーズあいからのコメント、ファイルーズと悠木碧（『ヒーリングっど♥プリキュア』花寺のどか / キュアグレース役）・成瀬瑛美（『スター☆トゥインクルプリキュア』星奈ひかる / キュアスター役）の3人によるスペシャルトークショーも配信された[48]。